# Draba yukonensis
Draba yukonensis är en korsblommig växtart som beskrevs av Alf Erling Porsild. Draba yukonensis ingår i släktet drabor, och familjen korsblommiga växter. Inga underarter finns listade i Catalogue of Life.